# Simon av Taranto
Simon av Taranto, död efter 1154, var regerande furste av Taranto 1148-1154. 